# Nueva Esperanza, Honduras
Nueva Esperanza är en ort i Honduras.   Den ligger i departementet Departamento de Yoro, i den västra delen av landet, 140 km norr om huvudstaden Tegucigalpa. Nueva Esperanza ligger 206 meter över havet och antalet invånare är 2 120.
Terrängen runt Nueva Esperanza är kuperad åt nordväst, men åt sydost är den bergig. Runt Nueva Esperanza är det ganska glesbefolkat, med 34 invånare per kvadratkilometer. Närmaste större samhälle är Morazán, 5,6 km norr om Nueva Esperanza. 